# Sheila de Carvalho
Sheila de Carvalho (São Paulo, Brasil, nascida c. 1990) é uma advogada negra brasileira, ativista dos direitos humanos. Premiada em 2020 pela Organização das Nações Unidas (ONU) como uma das Pessoas Afro-Descendentes mais influentes (MIPAD). Em 2022, foi presidenta do Comitê Nacional para os Refugiados (Conare). Em dezembro do mesmo ano, tornou-se assessora especial do Ministro da Justiça e Segurança Pública, Flávio Dino.

## Percurso
Sheila de Carvalho nasceu e cresceu na periferia da cidade de São Paulo, no Campo Limpo.
Ainda jovem, começou a se conectar com a agenda de direitos humanos por meio da faixa "Diário de um Detento", do álbum "Sobrevivendo no Inferno" (1997) do Racionais MC's, que remonta ao Massacre do Carandiru.
Graduada em Direito pela Universidade Presbiteiana Mackenzie, ela ingressou na universidade por meio do PROUNI.
Durante os anos de universidade, teve seu primeiro encontro com a Uneafro (União de Núcleos de Educação Popular para Negras/os e Classe Trabalhadora), onde dava aulas para o vestibular. Além de militante, também foi advogada da Uneafro Brasil.
Em sua trajetória profissional, foi coordenadora de Práticas Empresariais do Instituto Ethos, onde desenvolveu o projeto Coalizão Empresarial pela Equidade Racial e de Gênero.
Foi coordenadora do Núcleo de Violência Institucional da Comissão de Direitos Humanos da OAB/SP e muitas vezes atuou pro bono para movimentos sociais. Também foi sócia do Carvalho Siqueira Advogadas e Advogados, escritório especializado em litígio de interesse público, e integrante do grupo Prerrogativas, que reuniu grandes nomes da advocacia brasileira em prol de mobilização política frente aos ataques das institucionalidades que ocorreram no Brasil após o processo de impeachment da presidenta Dilma Rousseff em 2016.
Em 2017 foi coordenadora de projetos em práticas empresariais e políticas de Direitos Humanos do Instituto Ethos.
Em 2018, após a eleição de Jair Bolsonaro, Sheila reuniu um grupo de defensores de direitos humanos, composto por comunicadores sociais, de relações internacionais, advogados, da saúde, assistência social, para circular em uma Kombi por áreas periféricas, buscando fazer uma construção política mais pautada na afetividade. A Kombativa buscou combater a intolerância por meio de diálogos sobre direitos humanos com as pessoas das comunidades.
Foi bolsista do Alto Comissariado da ONU para Afrodescendentes, em um programa de formação em Genebra voltado à capacitação de lideranças globais, com o objetivo de fortalecer sua atuação na arena internacional. Em razão do destaque nesse processo, foi selecionada entre os bolsistas reconhecidos pelo MIPAD. O prêmio que recebeu foi na categoria "Humanitário, Religião e Ativismo".
Sheila de Carvalho, advogada que acompanha o caso de Santana, em nota divulgada pela Coalizão Negra por Direitos. Bianca Santana foi acusada pelo presidente Bolsonaro de divulgar fake news durante live no Facebook. Mesmo se desculpando, o mandatário deverá pagar 10.000 reais. Decisão é da primeira instância e cabe recurso.

## Prémios/reconhecimento
- Em 2020, recebeu uma homenagem do Conselho Nacional de Direitos Humanos, que reconheceu como inestimáveis seus serviços prestados à causa dos direitos humanos. [14]
- Durante a 75ª sessão da assembleia geral da ONU, realizada em setembro de 2020, a advogada de direitos humanos Sheila de Carvalho, coordenadora do Núcleo de Violência Institucional da Comissão de Direitos Humanos da OAB/SP e integrante da UNEAFRO Brasil, recebeu o prêmio MIPAD (Most Influential People of African Descent) de reconhecimento às pessoas negras mais influentes do mundo concedido pela ONU.[15]
- Dois importantes juristas que trabalham pela causa dos direitos humanos, igualdade racial e proteção de minorias foram celebrados pelo Conselho Nacional dos Direitos Humanos – CNDH, durante a 12a Reunião Extraordinária, por meio da aprovação de Nota Pública em homenagem a Sheila de Carvalho e Antônio Cançado Trindade. O conselho reconhece os inestimáveis serviços prestados à causa dos direitos humanos por Sheila de Carvalho, coordenadora do Núcleo de Violência Institucional da Comissão de Direitos Humanos da OAB/SP, integrante da Uneafro Brasil, advogada de organizações de direitos humanos e que muitas vezes pro bono para movimentos  sociais. Durante a 75ª sessão da Assembleia Geral da Organização das Nações Unidas - ONU, realizada em setembro de 2020, a advogada recebeu o prêmio MIPAD (Most Influential People of African Descent) de reconhecimento às pessoas negras mais influentes do mundo concedido pela ONU.[16]
- "Eu tinha um sonho de Mafalda de ir para a ONU", brinca Sheila, hoje com 30 anos de idade, em referência ao quadrinho criado por Quino. "Fui fellow do alto comissariado da ONU de afrodescendentes, que se trata de uma seleção de lideranças mundiais para um processo de formação em Genebra para potencializar essas pessoas com o objetivo de que seja feita uma ação melhor na arena internacional; então, fui contemplada com essa bolsa. Por conta disso, selecionaram os fellows de destaque, que foram contempladas pelo MIPAD."  O prêmio contempla as áreas de "Negócios", "Mídia e Comunicação" e "Humanitário, Religião e Ativismo", sendo essa última categoria na qual Sheila foi premiada.[17]
- As colunistas Bianca Santana e Mariana Belmont indicaram Sheila Carvalho. Ela é advogada e tem feito importante trabalho pela população negra e pelos direitos humanos. Ela foi premiada como uma das Pessoas Afro-descendentes Mais Influentes pela ONU (Organização das Nações Unidas) em 2020.[18]
- Durante a 75ª sessão da assembleia geral da ONU que acontece essa semana na sede da organização em Nova York, a advogada de direitos humanos Sheila de Carvalho, que integra o Grupo Prerrogativas e é coordenadora do Núcleo de Violência Institucional da Comissão de Direitos Humanos da OAB/SP, recebeu o prêmio MIPAD (Most Influential People of African Descent) de reconhecimento às pessoas negras mais influentes do mundo concedido pela ONU.[19]
- Sheila de Carvalho ganhou o prêmio na categoria “humanitário”, se destacando entre as 100 pessoas mais influentes do mundo com menos de 40 anos na defesa e promoção dos direitos humanos. Soma-se, assim, à lista seleta de brasileiros que já foram contemplados com esse prêmio, dentre eles Lazaro Ramos, Tais Araujo, Djamila Ribeiro, Adriana Carvalho, Kenia Maria e Nina Silva.[20]
- Premiada em 2020 como uma das pessoas afro-descendentes mais influentes do mundo pela Organização das Nações Unidas (ONU), onde é fellow do Alto Comissariado de Direitos Humanos, Sheila de Carvalho atualmente se divide entre a coordenação da Comissão de Direitos Humanos da OAB-SP e o trabalho como advogada da Uneafro (União de Núcleos de Educação Popular para Negras/os e Classe Trabalhadora), além de participar da Coalizão Negra por Direitos, iniciativa que congrega centenas de movimentos negros no país.[21]
- Sheila de Carvalho - Instituto de Referência Negra Peregum e Uneafro Brasil / São Paulo. Advogada de Direitos Humanos da Uneafro Brasil e Instituto de Referência Negra Peregum. Sócia do Carvalho Siqueira Advogadas e Advogados. Integra a Coalizão Negra Por Direitos. Coordenadora do Núcleo de Violência Institucional da Comissão de Direitos Humanos da OAB/SP. Fellow do Alto Comissariado de Direitos Humanos da ONU.

## Ligações Externas
Podcast do Jornal Folha de São Paulo - Cara Pessoa - Episódio "O mal-estar da desigualdade". 
Entrevista de Renata Lo Prete conversa a Sheila de Carvalho no podcast O assunto na G1.
Entrevista de Sheila de Carvalho à DW.
Artigo de Sheila para o Nexo Jornal - Sheila de Carvalho é advogada internacional de direitos humanos e sócia do Carvalho Siqueira Advogadas e Advogados. Integra a Uneafro Brasil, Coalizão Negra Por Direitos e Grupo Prerrogativas. Coordenadora do Núcleo de Violência Institucional da Comissão de Direitos Humanos da OAB/SP. Fellow do Alto Comissariado de Direitos Humanos da ONU e reconhecida como uma das pessoas negras mais influentes do mundo com menos de 40 anos (MIPAD/ONU).
Entrevista de Sheila para o Jornal O Globo.